# Hemidictyum marginatum
Hemidictyum marginatum is een varen uit de familie Hemidictyaceae. Het is een terrestrische plant uit tropisch Midden- en Zuid-Amerika.

## Naamgeving enetymologie
- Synoniem: Asplenium marginatum L.
- Engels: Halfnetfern, Marginated half net fern

De botanische naam Hemidictyum is afgeleid van het Oudgriekse hemi (half) en diktyon (net), naar de nerven die in de buitenste helft van het blad een netstructuur hebben. De soortaanduiding marginatum is afkomstig van het Latijn en betekent 'rand'.

## Kenmerken
Hemidictyum marginatum is een grote varen met een dikke, kruipende of rechtopstaande rizoom. De bladen zijn enkelvoudig geveerd, met gladde, ongedeelde, tegenover elkaar staande bladslipjes. De bladnerven zijn vrijliggend tot voorbij de sporen, en anastomoseren naar de bladrand.
De sporenhoopjes zitten aan de onderzijde van de bladen langs de nerven, zijn lijnvormig en worden beschermd door eveneens lijnvormige, vlakke dekvliesjes.

## Habitat, verspreiding en voorkomen
Hemidictyum marginatum groeit vooral in vochtige, beschaduwde ravijnen in middelgebergtes.
De plant komt voor in tropische streken van Midden- en Zuid-Amerika, voornamelijk in Mexico, de Caraïben, Costa Rica, Guatemala, Honduras, Nicaragua, Panama, Frans-Guyana, Suriname, Brazilië, Venezuela, Puerto Rico, Bolivia, Colombia, Ecuador en Peru.